# 特里爾比 (佛羅里達州)
特里爾比（英語：Trilby）是位於美國佛羅里達州帕斯科縣的一個人口普查指定地區。

## 地理
特里爾比的座標為28°27′45″N 82°11′41″W / 28.46250°N 82.19472°W，而該地最高點為海拔高度26米（即85英尺）。

## 人口
根據2010年美國人口普查的數據，特里爾比的面積為2.60平方千米，當中陸地面積為2.60平方千米，而水域面積為0.00平方千米。當地共有人口419人，而人口密度為每平方千米161人。